# سالفاتور ميكيلي
سالفاتور ميكيلي (بالإيطالية: Salvatore Miceli)‏ (5 مارس 1974 في إيطاليا - ) هو لاعب كرة قدم إيطالي في مركز الوسط. لعب مع نادي بياتشينزا ونادي ترنانا ونادي سامبدوريا ونادي فينيزيا ونادي كاتانزارو ونادي كاتانيا ونادي نابولي وكوسينزا كالشيو وUSD Città di Fasano ‏ وCosenza Calcio 1914 ‏.